# Luptele din Munții Călimani (1916)
Luptele din Munții Călimani a fost o acțiune militară de nivel tactic, desfășurată pe Frontul Român, în timpul campaniei din anul 1916 a participării României la Primul Război Mondial. Ea s-a desfășurat în perioada 24 august/6 septembrie 1916 - 29 august/11 septembrie 1916  și a avut ca rezultat cucerirea vârfului Pietrosul de către trupele române, în ea fiind angajate forțe române din Divizia 14 Infanterie română și forțe ale Puterilor Centrale din Divizia 37 Honvezi ungară. A făcut parte din acțiunile militare care au avut loc în operația ofensivă în Transilvania.:p. 255

## Comandanți

### Comandanți români
- General Paraschiv Vasilescu

### Comandanți ai Puterilor Centrale
- General Johann Háber